# كثيب: معركة كورين
كثيب: معركة كورين (بالإنجليزية: Dune: The Battle of Corrin)‏ هي رواية خيال علمي صدرت عام 2004 بقلم برايان هربرت وكيفن أندرسون، تدور أحداثها في عالم كثيب الذي ألَّفه فرانك هربرت. هي ثالث كتاب في ثلاثية أساطير كثيب والتي تدور أحداثها قبل أكثر من 10،000 عام من أحداث رواية فرانك هربرت الشهيرة كثيب التي صدرت عام 1965. تروي السلسلة قصة الجهاد البطلري الخيالي، وهي حملة بشرية شنها آخر البشر الأحرار في الكون ضد الآلات المفكرة، وهي قوة عنيفة ومهيمنة يقودها الكمبيوتر الواعي أومنيوس.
تدور أحداث الرواية بعد قرن كامل من بدء الجهاد البطلري، وتنقسم إلى جزأين، الأول يبدأ في عام 108 ق.ن (قبل النقابة) ويصف بالتفصيل حربًا بيولوجية شنتها الآلات المفكرة على البشر. يبدأ الجزء الثاني من الرواية في عام 88 قبل ق.ن ويغطي الأحداث التي أعقبت التطهير العظيم، مما أدى إلى معركة كورين المصيرية. في ختام سلسلة أساطير كثيب، تؤدي العديد من القصص التي بدأت في الروايتين السابقتين إلى المناخ السياسي والاجتماعي الذي تم ترسيخه جيدًا في سلسلة كثيب الأصلية لفرانك هربرت.
ارتفعت رواية كثيب: معركة كورين إلى المركز التاسع في قائمة نيويورك تايمز لأكثر الكتب مبيعًا في الأسبوع الثاني من نشرها.

## الاستقبال
ارتفعت رواية كثيب: معركة كورين إلى المركز التاسع في قائمة نيويورك تايمز لأكثر الكتب مبيعًا في الأسبوع الثاني من نشرها.